# Dětská naučná stezka sovy Rozárky
Naučná stezka sovy Rozárky je značený výletní okruh dlouhý sedm kilometrů, vedoucí z náměstí ve Žluticích v okrese Karlovy Vary a spojující zajímavá místa v okolí Žlutic a pod vrchem Vladař. Charakter stezky a informačních tabulí ji předurčuje především rodinám s dětmi.

## Základní údaje
Stezku včetně tabulí, instalovaných výtvorů, laviček, propagačních materiálů a terénních úprav vytvořilo v roce 2012 občanské sdružení Spolek okrašlovací Vladař. Cesta je značena žlutobílou značkou výletního okruhu a vede ze žlutického náměstí přes místní část Lomnice, Hradský Dvůr na železniční zastávku Záhořice, odkud se údolím Střely a částečně mlýnským náhonem vrací do Žlutic. Od rozcestí V Rokli vede odbočka stezky do vsi Kobylé. V seznamu tras KČT má číslo 9265.

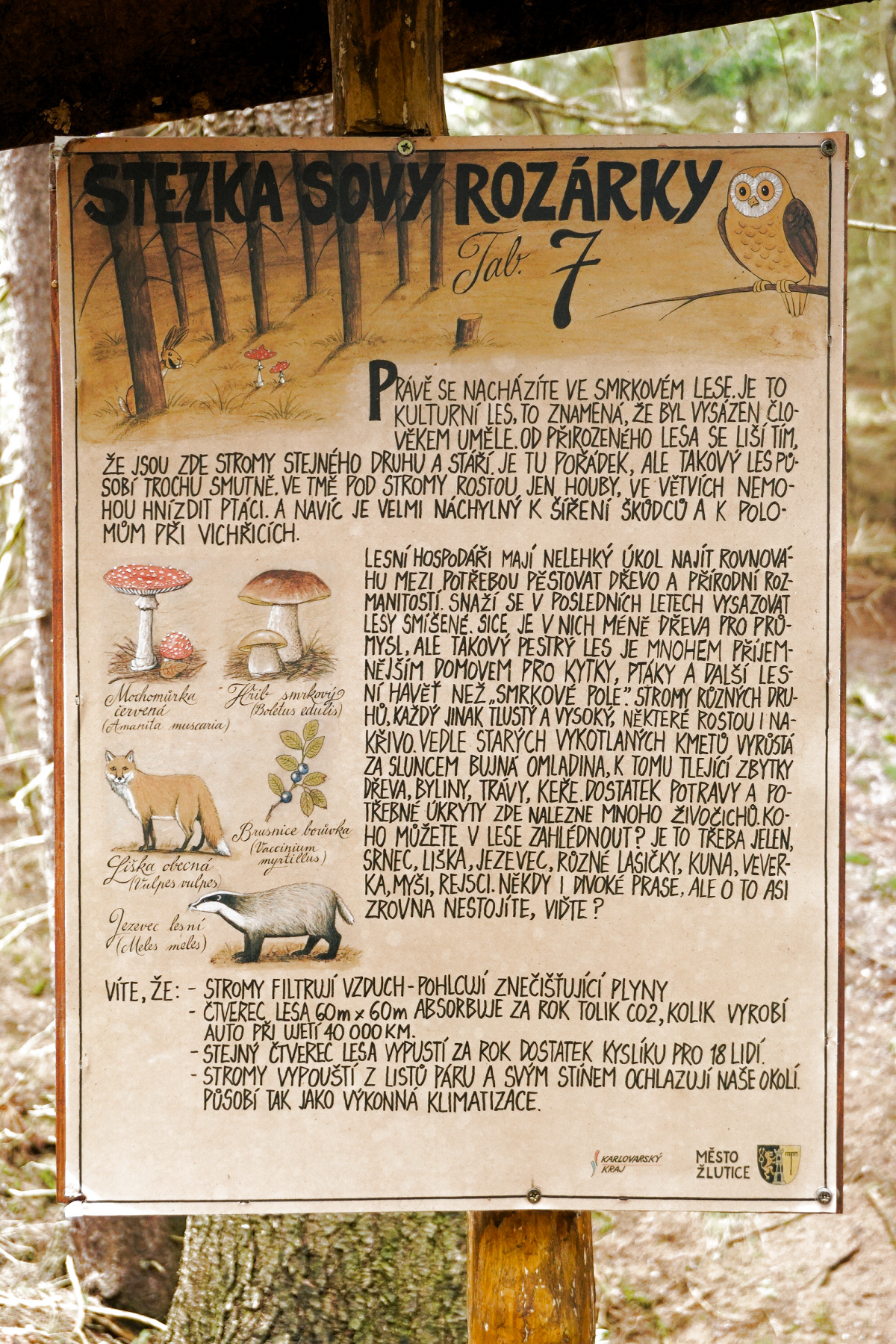
Infotabule naučné stezky

Stezka původně vznikla coby výletní okruh pro hosty penzionu Nad Hradbami a vedla ze Žlutic do vsi Kobylé na farmu Babiččin dvoreček. Původní myšlenka přerostla svůj rámec a v současnosti je stezka řádným turistickým okruhem a naučnou stezkou. Je zde umístěno 15 malovaných tabulí vytvořených výtvarníkem Daliborem Nesnídalem, které seznamují především děti s okolními zajímavostmi, na některých místech stezky jsou doplněny i sochy a další výtvory. Jedním z cílů stezky byla i vesnická minizoo Babiččin dvoreček v Kobylé, ale její provoz je od roku 2014 v útlumu. 
Vedení celé trasy je vyobrazeno na informačních tabulích a propagačních materiálech. Mapku i s informacemi je možné získat v informačních střediscích ve Žluticích, Chyši, Toužimi a Rabštejně nad Střelou a jsou také ke stažení na stránkách o naučné stezce.

## Další naučné stezky
Krajinou pod Vladařem byly v posledních letech vybudovány další naučné či jiné stezky, které se trasami s touto zčásti prolínají:
- Naučná stezka Cesta za pověstí
- Křížková cesta